# Frederik Christian August de Roepstorff
Frederik Christian August de Roepstorff (3. maj 1768 i Næstved – 12. marts 1848 i København) var en dansk officer og overstutmester.
Han var søn af generalmajor Gotfried Christopher de Roepstorff og Johanne Frederikke f. Göring. 1781 udnævntes han til sekondløjtnant i Sjællandske Dragonregiment, forsattes 1788 til Garden til Hest, hvori han næste år avancerede til premierløjtnant, blev 1792 kammerjunker og 1793 ritmester, men sattes 1795 à la suite i Hæren, da han 1794 var blevet udnævnt til 2. staldmester. 1805 udnævntes Roepstorff, der 1801 var blevet kammerherre, til overstutmester, og 1807 oprettedes efter hans initiativ for at fremhjælpe landets fåreavl et schæferi på Jægerspris Slot, som Stutterikommissionen på lempelige vilkår forpagtede af staten, men det nedlagdes 1820 efter at have kostet staten en stor sum penge; i denne periode boede Roepstorff, der tillige en tid ejede landstedet Nebbegård, på Jægerspris Slot. Roepstorff, der 1809 var blevet 1. staldmester, 1828 gehejmekonferensråd og 1829 Storkors af Dannebrog, døde i København 12. marts 1848.
21. juni 1794 var han blevet gift med Caroline Christiane f. komtesse Holstein-Ledreborg (28. februar 1772 i København – 11. december 1852 sammesteds), enke efter generalmajor, baron Clemens August Haxthausen.